# Róbert Švehla
Róbert Švehla (* 2. ledna 1969 Martin) je bývalý československý a slovenský hokejový obránce, trenér a generální manažer.

## Hráčská kariéra
Od roku 1989 byl hráčem Dukly Trenčín, celkově za tento klub odehrál 132 zápasů a vsítil 43 gólů. V roce 1992 přestoupil do švédského Malmö. Tentýž rok byl draftován z NHL týmem Calgary Flames, celkově na 78. pozici. Za Calgary si však nikdy nezahrál. V roce 1995 nastoupil do svého prvního zápasu v NHL za tým Florida Panthers. Zde setrval až do roku 2002, kdy přestoupil do Toronta Maple Leafs, kde však zůstal pouhý rok a následně ukončil kariéru. Po skončení aktivní kariéry se stal asistentem trenéra slovenské reprezentace.

## Ocenění a úspěchy
- 1992 Československo – Zlatá hokejka
- 1992 MS – Nejlepší obránce
- 1992 MS – Nejproduktivnější obránce
- 1993 Elitserien – Nejlepší střelec na pozici obránce
- 1994 OH – Nejtrestanější hráč
- 1994 OH – Nejproduktivnější obránce
- 1994 Elitserien – Nejlepší střelec na pozici obránce
- 1994 Elitserien – Nejtrestanější hráč
- 1994 Elitserien – Nejproduktivnější obránce
- 1995 EP – All-Star Tým
- 1995 Elitserien – Nejtrestanější hráč
- 1995 MS-B – All-Star Tým

## Prvenství
- Debut v NHL – 20. dubna 1995 (Florida Panthers proti New Jersey Devils)
- První gól v NHL – 22. dubna 1995 (Florida Panthers proti Quebec Nordiques, kanadskému brankáři Jocelyn Thibault)
- První asistence v NHL – 3. května 1995 (Pittsburgh Penguins proti Florida Panthers)

## Klubové statistiky
| Sezóna        | Klub                | Soutěž        |     | Základní část | Základní část | Základní část | Základní část | Základní část |   | Play off | Play off | Play off | Play off | Play off |
| Sezóna        | Klub                | Soutěž        | Z   | G             | A             | B             | TM            | Z             | G | A        | B        | TM       |          |          |
| 1989–90       | ASVŠ Dukla Trenčín  | ČSHL          | 29  | 4             | 3             | 7             | —             | —             | — | —        | —        | —        |          |          |
| 1990–91       | ASVŠ Dukla Trenčín  | ČSHL          | 52  | 16            | 9             | 25            | 62            | 6             | 2 | 1        | 3        | —        |          |          |
| 1991–92       | ASVŠ Dukla Trenčín  | ČSHL          | 51  | 23            | 28            | 51            | 74            | 13            | 7 | 10       | 17       | —        |          |          |
| 1992–93       | Malmö IF            | SEL           | 40  | 19            | 10            | 29            | 86            | 6             | 0 | 1        | 1        | 14       |          |          |
| 1993–94       | Malmö IF            | SEL           | 37  | 14            | 25            | 39            | 127           | 10            | 5 | 1        | 6        | 23       |          |          |
| 1994–95       | Florida Panthers    | NHL           | 5   | 1             | 1             | 2             | 0             | —             | — | —        | —        | —        |          |          |
| 1994–95       | Malmö IF            | SEL           | 32  | 11            | 13            | 24            | 83            | 9             | 2 | 3        | 5        | 6        |          |          |
| 1995–96       | Florida Panthers    | NHL           | 81  | 8             | 49            | 57            | 94            | 22            | 0 | 6        | 6        | 32       |          |          |
| 1996–97       | Florida Panthers    | NHL           | 82  | 13            | 32            | 45            | 86            | 5             | 1 | 4        | 5        | 4        |          |          |
| 1997–98       | Florida Panthers    | NHL           | 79  | 9             | 34            | 43            | 113           | —             | — | —        | —        | —        |          |          |
| 1998–99       | Florida Panthers    | NHL           | 80  | 8             | 29            | 37            | 83            | —             | — | —        | —        | —        |          |          |
| 1999–00       | Florida Panthers    | NHL           | 82  | 9             | 40            | 49            | 64            | 4             | 0 | 1        | 1        | 4        |          |          |
| 2000–01       | Florida Panthers    | NHL           | 82  | 6             | 22            | 28            | 76            | —             | — | —        | —        | —        |          |          |
| 2001–02       | Florida Panthers    | NHL           | 82  | 7             | 22            | 29            | 87            | —             | — | —        | —        | —        |          |          |
| 2002–03       | Toronto Maple Leafs | NHL           | 82  | 7             | 38            | 45            | 46            | 7             | 0 | 3        | 3        | 2        |          |          |
| Celkem v ČSHL | Celkem v ČSHL       | Celkem v ČSHL | 132 | 43            | 40            | 83            | 136           | 19            | 9 | 11       | 20       | —        |          |          |
| Celkem v NHL  | Celkem v NHL        | Celkem v NHL  | 655 | 68            | 267           | 335           | 649           | 38            | 1 | 14       | 15       | 42       |          |          |
| Celkem v SEL  | Celkem v SEL        | Celkem v SEL  | 109 | 44            | 48            | 92            | 296           | 25            | 7 | 5        | 12       | 43       |          |          |

## Reprezentace
| Rok             | Tým               | Soutěž          | Z  | G | A  | B  | TM |
| --------------- | ----------------- | --------------- | -- | - | -- | -- | -- |
| 1987            | Československo 18 | MEJ             | 7  | 2 | 2  | 4  | 2  |
| 1992            | Československo    | OH              | 8  | 2 | 1  | 3  | 8  |
| 1992            | Československo    | MS              | 8  | 4 | 4  | 8  | 14 |
| 1994            | Slovensko         | OH              | 8  | 2 | 4  | 6  | 26 |
| 1995            | Slovensko         | MS-B            | 4  | 0 | 6  | 6  | 10 |
| 1996            | Slovensko         | SP              | 3  | 0 | 3  | 3  | 4  |
| 1998            | Slovensko         | OH              | 2  | 0 | 1  | 1  | 0  |
| 1998            | Slovensko         | MS              | 6  | 1 | 1  | 2  | 14 |
| 2003            | Slovensko         | MS              | 9  | 0 | 3  | 3  | 8  |
| Junioři celkově | Junioři celkově   | Junioři celkově | 7  | 2 | 2  | 4  | 2  |
| Senioři celkově | Senioři celkově   | Senioři celkově | 44 | 9 | 17 | 26 | 74 |